# أحمد الربيعي
أحمد الربيعي (1968-2014) رسام كاريكاتير عصامي عراقي له العديد من النتاجات الفنية والمواضيع التي دأب على نشرها في عدة صحف عراقية منذ أن بدأ بالإنتاج الفني عام 1987

## النشأة والبداية
ولد أحمد الربيعي سنة 1968 بحي الأعظمية ببغداد، كانت لديه ميول منذ الصغر لتقليد الرسوم الكاريكاتيرية التي كانت تنشر في المجلات وتأثر في بداياته بأشهر رسامي تلك الفترة، ولعل أبرزهم رائد نوري وخضير الحميري ومؤيد نعمة. وفي مرحلة الإعدادية شارك بمسابقة نظمتها مجلة ألف باء عام 1987 عندما نشر الفنان خضير الحميري عددا من رسومه في زاوية خصصها لهواة فن الكاريكاتير، ففاز عام 1988 بجائزة خاصة في مسابقة أقامتها المجلة لرسامي الكاريكاتير الهواة.،

## نشاطه في الصحف وتنظيم المعارض
عمل في صحيفة بابل ثم إنضم إلى (رابطة رسامي الكاريكاتير) في نقابة الصحفيين التي كانت برئاسة الفنان مؤيد نعمة من 1989 إلى 1993، فشارك خلال تلك المدة في جميع معارض الرابطة، وأقام معرضه الشخصي الأول على قاعة (النصر) في بغداد عام 1993 مُنع رسام الكاريكاتير أحمد الربيعي من ممارسة العمل الصحفي لأسباب سياسية حيث منعه عدي صدام حسين من الرسم -بأوامر عليا إلى كل الصحف منذ 1993. وفي فترة المنع شارك أحمد الربيعي في معارض جماعية وثنائية وفردية داخل العراق وخارجه، وفي مهرجنات الرسم الساخر في كابروفر بلغاريا 1994 والمكسيك 1998 معرض ثنائي في المركز الثقافي الفرنسي ببغداد 2002.
ولكنه في 9 أبريل 2003 وبعد الغزو الأمريكي للعراق عاد أحمد الربيعي لنشر رسوماته في الصحف وبالتحديد في صحيفة الصباح الجديد وظل ينشر فيها رسومه النقدية الساخنة والساخرة من الواقع العراقي، لكنه سرعان ما تعرض إلى تهديدات بسبب رسوماته مما اضظره إلى الهجرة والإقامة في مصر عام 2005 وهناك التقى بكبار رسامي الكاريكاتير المصريين حيث قال عنه رسام الكاريكاتير المصري جورج البهجوري: شاب ألمعي الريشة مستنير العقل أرسله القدر في فترة جمود ونكران إلى مصر. ظل الربيعي اثناء اقامته في القاهرة التي دامت حتى 2006 يرسل رسومه إلى جريدة «الصباح الجديد»، وأقام معرضين لأعماله الكاريكاتورية الأول كان بقاعة دار الأوبرا المصرية وهي إحدى أهم قاعات العرض في العاصمة المصرية، أما الثاني فكان على قاعة ساقية الصاوي اصدر في 1 يناير 2006 عن دار ميريت للنشر كتاب (كاريكتير أسود) الذي ضم 150 رسماً كاريكاتيرياً أعدّ بين عامي 1993 و2003، وبعد هذا الغياب عن بغداد عاد اليها بعد ان اضناه الشوق اليها،
في جوان 2011 أصدر أحمد الربيعي في العراق كتابا يضم أعماله التي أنجزها بين عامي 2003 و2011
في 2013 فاز أحمد الربيعي بإحدى جوائز مسابقة الكاريكاتير العربي في نسختها الثانية التي أعلنت عنها مؤسسة دار الشرق، مشاركاً مع 157 رسام كاريكاتير عربي آخر

## أزمة بورتريه علي خامنئي
في 6 فبراير 2014 أعدت صحيفته الصباح الجديد، ملحقاً يقرأ تجربة الثورة الإيرانية في العام 1979، الملحق كان يحمل آراء معتدلة عن الحدث في ذكراه السنوية، بوصفه من الأحداث المهمة في القرن الفائت، ومن عادة الصحيفة حينما تعدّ ملحقاً عن ظاهرة أو تجربة ما، فإنها تختار أبرز شخصية ويرسمها أحمد الربيعي في بورتريه فني من باب الإشارة فقط لا السخرية، فعلت ذلك مع أردوغان وأوباما ونجاد ومحمد مرسي وجلال طالباني وعمار الحكيم وأحمد القبانجي، فرسم أحمد الربيعي في حينها بطلب من الصحيفة بورتريه للمرشد الأعلى للثورة علي خامنئي، ولم تمرّ ساعات على إصدار العدد، حتى انهال سيل من التهديدات عبر البريد الإلكتروني إلى الجريدة وإلى أحمد الربيعي نفسه.
وبدفع من نواب في مجلس النواب العراقي يتقدمهم النائبان قاسم الأعرجي وعدنان الشحماني، انطلقت تظاهرات ببغداد رفعت فيها شعارات تحريضية لميليشيات عصائب أهل الحق وكتائب حزب الله العراق، فبمجرد انطلاقها في ساحة الفردوس، تم نسف مقر الجريدة وتفجيره بعدة عبوات ناسفة. تقول مصادر أمنية، إن “إحدى العبوات لو لم تفككها الأجهزة الأمنية، لهدّمت ما يقرب من 10 منازل قريبة من مبنى الصحيفة، لكمية مادة سي فور الشديدة الانفجار التي احتوتها”.
وأجبرت الصحيفة التي عادت إلى الصدور بعد أسبوع من الحادث، على تقديم عدة تنازلات وكتابة أكثر من اعتذار مهين، تحت الضغط والتهديد، في محاولة من السفير الإيراني ببغداد حسن دنائي فر، خاصة عندما اعتذر رئيس تحرير “الصباح الجديد” إسماعيل زاير “إن كان البورتريه فهم خطأ من قبل إيران”، مطالبا فر بـ”إعلان قبول الاعتذار وعدم انزعاج السفارة من رسمة فنية ليس إلا”، قام إسماعيل زاير مالك ورئيس تحرير الجريدة بزيارة السفارة الإيرانية بصحبة الرسام أحمد الربيعي والاعتذار عن أي نية اساءة إلى المرشد الاعلى الإيراني!!
وقد أبلغهم السفير أنه يتفهم موضوعات رسوم الوجوه الغير مسيئة ولكنه لايملك بيده أن يمنع محبي ومريدي ومتبعي المرشد الإيراني في العراق واللذين قد يقوموا بأي عمل ضد الرسام أحمد الربيعي
ومع توالي التهديدات وعجز السفير الإيراني عن فعل شيء لم يجد أحمد الربيعي من حل سوى مغادرة بغداد إلى أربيل تاركا مشاريعه الفنية وأصدقاءه وعمله.

## وفاته
يوم الأربعاء 11 مارس 2014 توفي أحمد الربيعي بعد إصابته بإلتهاب رئوي شديد في مستشفى رزكاري بمدينة أربيل التي لجأ إليها، وفي 18 مارس نقلت جنازة رسام الكاريكتير العراقي أحمد الربيعي إلى بغداد بصمت وحذر شديدين، وشيعه أهله ومحبوه من جامع الكيلاني وسط العاصمة، في وداع أخير قبل دفنه بمقبرة الغزالي، والكل مذهول ومفجوع برحيله المفاجئ. رفض أهل أحمد الربيعي إقامة عزاء علني له، خوفاً من إستهدافه بتفجيره من قبل جماعات وميليشيات تابعة لإيران، كانت قد هددته بالتصفية الجسدية.

## ردود الفعل على وفاته الغامضة
أظهر صحفيون عراقيون ومنظمات معنية بالدفاع عن الحريات الصحفية، شكوكهم في طريقـــة وفاة الربيعي، الذي كان يتهاتف مع زملائه ولم يكن بحالة خطرة توصله إلى الموت، حتى قبل أسبوع من ذلك، بل إن أخباراً تفيد بأنه وفي يوم موته، لم يكن في مستشفى “رزكاري” بأربيل غير طبيب مقيم واحد لم يستطع إنقاذه في لحظاته الأخيرة، وهو ما دعا المنظمات المذكورة إلى مطالبـــة عائلتـه بالاطلاع على تقريـر الوفــاة
- خضير الحميري بالقول: بقلب يعتصره الحزن والألم أنعي لأصدقائي وأحبتي وفاة صديقي فنان الكاريكاتير الرائع أحمد الربيعي في إحدى مستشفيات أربيل صباح اليوم الأربعاء. بعد أن أصيب بالتهاب رئوي شديد. خسارتنا وخسارة الصحافة وفن الكاريكاتير برحيلكم كبيرة أيها الفنان الحبيب
- أما الفنان فلاح حسن الخطاط فنعاه بقوله: فجعت صبيحة هذا اليوم بوفاة الفنان الصديق والأخ العزيز أحمد الربيعي رسام الكاريكاتير. بعد أن غادر بغداد مجبرا قبل شهر وأغلق هاتفه قاصدا مدينة أربيل وهناك توفي على اثر التهاب رئوي شديد. إنها لخسارة كبيرة لنا جميعا. أحمد مازلت انتظر رسمك لي، أبا فهد لا اصدق انك مت عزاؤنا بفقدانك.
- وقال عنه علي المندلاوي: يرسم بفأرة الكومبيوتر طناطل السياسة، الربيعي يغمز بعين الساخر، ويبقي العين الأخرى مفتوحة على الحياة، وأذناه متطرفتان لأنهما يسمعان أخبار العالم من راديو ترانسستور سريع وصغير، وخاصة أخبار وطنه العراق، وبرغم ان الفنان الربيعي لم يعرج على معهد أو اكاديمية لدراسة اصول وفصول الفنون التشكيلية، كما فعل معظم زملائه من رسامي الكاريكاتورالعراقيين، الا ان خطوطه وألوانه وقدرته الواضحة في تشكيل لوحاته الكاريكاتورية، ورسمه لتفاصيل الأشكال والوجوه تدل على امتلاكه لموهبة فنية كبيرة وعين ذكية مدربة، وذهنية متقدة أهلته لامتلاك قدرة فائقة على الاستعمال السليم والمبدع للقلم والفرشاة، وهو بهذا فنان عصامي على درجة عالية من الموهبة والقدرة على تعليم نفسه بنفسه، والتقاط الاسرار والخفايا والمعالجات التقنية الحديثة في الرسم المعاصر.[4]
- الفنان عبد الرحيم ياسر نعى الفنان باسم جمعية الفنانين التشكيليين العراقيين فرع كربلاء قائلاً "خساره كبيره لهذا لبلد الجريح فنان كبير مثل احمد الربيعي
- «جمعية الدفاع عن حرية الصحافة في العراق»، حملت رئيس الوزراء نوري المالكي وحكومته مسؤولية موت الربيعي، داعية الحكومة إلى محاسبة المحرضين على قتله من أعضاء برلمان وميلشيات، وقالت الجمعية في بيان لها أن «أحمد الربيعي مات مقتولاً، والمتسبب بموته هو من طارده وحرض على قتله وأجبره على الهروب من بغداد، باحثا عن مكان آمن، وفي فترة الهروب والبحث لم يتمكن من متابعة وضعه الصحي الذي أخذ بالتدهور ليموت بسبب تفاقم الالتهاب الرئوي الحاد»، وأدانت الجمعية «تغاضي الحكومة عن ممارسات الميلشيات وعن تحريض نواب علنا على قتل الربيعي»، داعية المالكي على «محاسبة المليشيات والنواب بتهمة التحريض على القتل».
- بدوره تسائل الكاتب علي حسين في نعي كتبه على صفحته على الفيسبوك «ستنتهي السطور التي تكتبت في رحيل الفنان أحمد الربيعي لكن سيبقى سؤال واحد: متى يقدم النائب قاسم الاعرجي بتهمة التحريض على قتل فنان كبير؟».

وأضاف، «سينتشي النائب قاسم الاعرجي الذي حرض على قتل وتشريد احمد الربيعي، وسيتفاخر ويهنئ ميليشياته، فالفنان الذي كان صوتا ضد الفساد والطائفية والذي أصّر أن يكون عاليا وواضحا وجريئا مات من الرعب والقلق والخوف على حياة عائلته»، مستدركاً، «لكن السيد النائب نسى أن احمد الربيعي باق وسيغيّب جميع القتلة، سيبقى بابتسامته الرائعة وملامحه الطفولية في قلوب كل العراقيين الشرفاء»